# Морнаричко гробље у Пули
Морнаричко гробље у Пули је спомен гробље које се налази на полуострву Стоја. Једно је од највећих војних гробаља у Европи.
Ово аустроугарско гробље отворено је 1862. године, а за његово уређење Министарство морнарице је купило четири хиљаде квадратних метара земље. Данас се гробље распростире на више од 22 хиљаде квадратних метара, а на њему је према доступним подацима сахрањено око 150.000 људи. Гробље је уређено и обновљено 1990. године уз помоћ аустријског Црног крста и Немачког народног савеза за бригу о ратним гробовима. Ту је сахрањено 12 аустроугарских, један турски адмирал, тристотинак италијанских и немачких војника, жртве бродске несреће Baron Gautsch и посаде ратних бродова Szent Istvan и Viribus Unitis. Гробље је уврштено у попис споменика под заштитом Хашке конвенције. 
Захваљујући акцији аустријског Црног крста који се брине о бројним војним гробљима на простору некадашњега царства, у обнову и уређење Морнаричког гробља у Пули уложено је два милиона марака. Поводом завршетка његове обнове 3. маја 1997. у бившем Морнаричком казину, кога су својим прилозима суфинансирали аустроугарски војници, одржан је након 1914. први морнарички бал.
На спољњем зиду црквице св. Николе на Морнаричком гробљу налазила се спомен-плоча Јанку Вуковићу-Подкапелском који је по сопственом избору потонуо заједно са бродом СМС Вирибус Унитис 1. новембра 1918. године. Данас се спомен-плоча налази у Војном музеју у Бечу, док је у Пули постављена реплика у мрамору непотпуног садржаја с изворне плоче. На спомен-плочи је наведен чин линијског капетана, иако је Подкапелски погинуо с чином контраадмирала којег му је у име Народног вијећа СХС додијелио Анте Тресић Павичић, но Јанкова удовица тај чин никад није признала. 
На гробљу је и гроб Србина Станислава пл. Будисављевића (1839—1907), команданта аустроугарске ратне морнарице. Епитаф је на немачком језику али је гроб, за разлику од већине осталих гробова, по православном обичају, окренут ка истоку. 